# Lucy Mary Cavanagh
Lucy Mary Cavanagh (1871-1936) fue una botánica estadounidense. 
Colectora de plantas, conocida por su identificación de especies de briophytas. Su apellido es usado como abreviación estándar cuando se cita un nombre botánico.